# Corrales de Rota
Corrales de Rota este o arie protejată (arie specială de conservare — SAC, sit de importanță comunitară — SCI) din Spania întinsă pe o suprafață de 59,14 ha, integral marine.

## Localizare
Centrul sitului Corrales de Rota este situat la coordonatele 36°37′48″N 6°23′32″W / 36.63°N 6.3923°V.

## Înființare
Situl Corrales de Rota a fost declarat sit de importanță comunitară în ianuarie 2001 pentru a proteja 10 specii de animale. Situl a fost protejat și ca arie specială de conservare în iulie 2020.

## Biodiversitate
Situată în ecoregiunile marină Atlantică și mediteraneană, aria protejată conține 2 habitate naturale: Recifuri, Bancuri de nisip acoperite în permanență slab de apă marină.
La baza desemnării sitului se află mai multe specii protejate:
- păsări (6): pietruș (Arenaria interpres), fugaci de țărm (Calidris alpina), prundăraș de sărătură (Charadrius alexandrinus), Larus audouinii, pescăruș-cu-cap-negru (Larus melanocephalus), Phalacrocorax aristotelis aristotelis
- mamifere (1): delfin mare (Tursiops truncatus)
- pești (2): Aphanius iberus, Cobitis paludica
- reptile (1): Caretta caretta

Pe lângă speciile protejate, pe teritoriul sitului au mai fost identificate 10 specii de plante, 45 de specii de nevertebrate.